# Kabinett Sá Carneiro

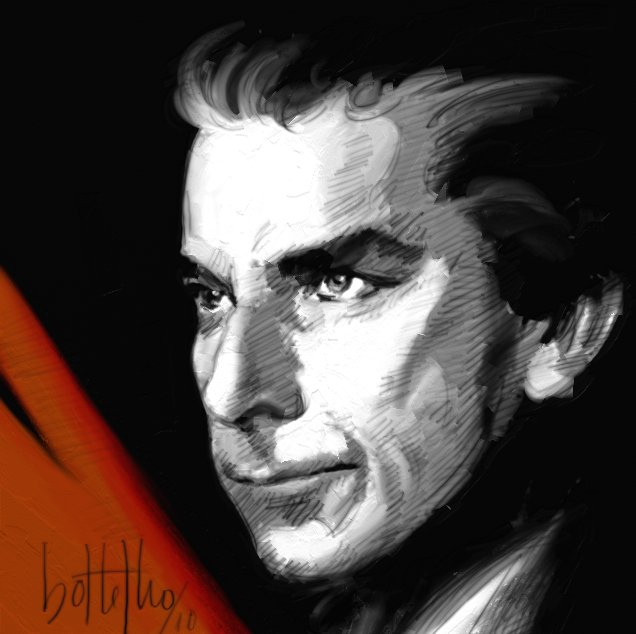
Francisco Sá Carneiro war 1980 Premierminister Portugals

Das Kabinett Sá Carneiro wurde in Portugal am 3. Januar 1980 von Premierminister Francisco Sá Carneiro gebildet und löste das Kabinett Lourdes Pintasilgo ab. Dem Kabinett gehörten Mitglieder der Partido Social Democrata (PSD) sowie der Centro Democrático e Social (CDS) an. Nachdem der Premierminister am 4. Dezember 1980 bei einem Flugzeugabsturz ums Leben kam, fungierte Vize-Premierminister und Außenminister Diogo Freitas do Amaral als kommissarischer Premierminister, ehe am 9. Januar 1981 Francisco Pinto Balsemão das Kabinett Pinto Balsemão I bildete.
| Amt                                                 | Amtsinhaber                                                   | Beginn der Amtszeit             | Ende der Amtszeit                   |
| --------------------------------------------------- | ------------------------------------------------------------- | ------------------------------- | ----------------------------------- |
| Premierminister                                     | Francisco Sá Carneiro Diogo Freitas do Amaral (kommissarisch) | 3. Januar 1980 4. Dezember 1980 | 4. Dezember 1980 (†) 9. Januar 1981 |
| Vize-Premierminister                                | Diogo Freitas do Amaral                                       | 3. Januar 1980                  | 9. Januar 1981                      |
| Außenminister                                       | Diogo Freitas do Amaral                                       | 3. Januar 1980                  | 9. Januar 1981                      |
| Minister für Nationale Verteidigung                 | Adelino Amaro da Costa                                        | 3. Januar 1980                  | 4. Dezember 1980 (†)                |
| Minister für Innere Verwaltung                      | Eurico de Melo                                                | 3. Januar 1980                  | 9. Januar 1981                      |
| Justizminister                                      | Mário Raposo                                                  | 3. Januar 1980                  | 9. Januar 1981                      |
| Minister für Finanzen und Planung                   | Aníbal Cavaco Silva                                           | 3. Januar 1980                  | 9. Januar 1981                      |
| Minister für Bildung und Wissenschaft               | Vítor Pereira Crespo                                          | 3. Januar 1980                  | 9. Januar 1981                      |
| Arbeitsminister                                     | Eusébio Marques de Carvalho                                   | 3. Januar 1980                  | 9. Januar 1981                      |
| Minister für Soziale Angelegenheiten                | João Morais Leitão                                            | 3. Januar 1980                  | 9. Januar 1981                      |
| Minister für Landwirtschaft und Fischerei           | António Cardoso e Cunha                                       | 3. Januar 1980                  | 9. Januar 1981                      |
| Minister für Handel und Tourismus                   | Basílio Horta                                                 | 3. Januar 1980                  | 9. Januar 1981                      |
| Minister für Industrie und Energie                  | Álvaro Barreto                                                | 3. Januar 1980                  | 9. Januar 1981                      |
| Minister für Wohnungswesen und öffentliche Arbeiten | João Porto                                                    | 3. Januar 1980                  | 9. Januar 1981                      |
| Minister für Verkehr und Kommunikation              | José Carlos Viana Baptista                                    | 3. Januar 1980                  | 9. Januar 1981                      |